# Universidad Fairleigh Dickinson
La Universidad Fairleigh Dickinson (Fairleigh Dickinson University en idioma inglés) es una universidad privada ubicada en Nueva Jersey (Estados Unidos de América).  Establecida en 1942, la instalación lleva el nombre del coronel Fairleigh S. Dickinson. La universidad se encuentra en Nueva Jersey y está dividida en dos campus: el Campus Florham en Madison y Florham Park y el Campus Metropolitano en Teaneck y Hackensack.
También cuenta con dos campus internacionales: Wroxton College en Wroxton Village, condado de Oxfordshire, Inglaterra, y el campus de Vancouver en Canadá, que se inauguró en 2007.

## El Campus de Florham
El campus de Florham se encuentra en las ciudades suburbanas de Madison y Florham Park, Nueva Jersey, en los terrenos de la antigua propiedad de Hamilton McKown Twombly (1849-1910) y Florence Adele Vanderbilt Twombly (1854-1952). El arquitecto paisajista Frederick Law Olmsted, el diseñador de Central Park, fue el responsable del diseño del paisaje de la propiedad Twombly-Vanderbilt. La casa principal de Twombly-Vanderbilt Estate, fue diseñada por la firma de arquitectos McKim, Mead y White en estilo neogeorgiano. La mansión se completó en 1897 y fue modelada según el ala del castillo de Hampton Court diseñado por el arquitecto Christopher Wren. El campus se encuentra en una línea de tren directa, a 35 kilómetros de Nueva York. Los estudiantes inscritos en el Campus Florham consisten en aproximadamente 2,500 estudiantes de pregrado y 1,000 estudiantes de posgrado, incluidos 400 en la Escuela de Farmacia.

## El Campus Metropolitano
El campus metropolitano, cerca de la ciudad de Nueva York y que cubre el río Hackensack en Teaneck y Hackensack, se enfoca en estudios comerciales y profesionales, que incluyen ingeniería e informática. El campus tiene alrededor de 3000 estudiantes de pregrado y 2000 estudiantes de posgrado. El veintiuno por ciento son estudiantes internacionales. Tres de cada cuatro estudiantes asisten a una clase en la casa o apartamento cercano.

## El Campus de Vancouver
El campus de Vancouver está ubicado en 842 Cambie Street, Vancouver, Columbia Británica. Ofrece a los estudiantes de pregrado y posgrado de todo el mundo la oportunidad de obtener un título estadounidense cuando estudian en Vancouver. El campus más reciente de la universidad, se inauguró en 2007.

## Wroxton College
Wroxton College se encuentra en Wroxton, en Oxfordshire, en el sureste de Inglaterra. Se encuentra en una casa del siglo XVII completamente modernizada, que en otro tiempo sirvió de residencia al Señor del Norte, primer ministro de Inglaterra durante la Revolución Americana. El pueblo de Wroxton se encuentra a unas tres millas al oeste de Banbury, y el campus de Wroxton College está cerca de Oxford y Stratford-upon-Avon. Cuando la Universidad Fairleigh Dickinson adquirió Wroxton Abbey en 1965, se convirtió en la primera universidad estadounidense en poseer y operar un campus fuera de los Estados Unidos.

## PublicMind
PublicMind es un grupo de investigación de la Universidad Fairleigh Dickinson, que realiza encuestas de opinión pública y otras investigaciones sobre política, sociedad, cultura popular, comportamiento del consumidor y tendencias económicas. Los socios de PublicMind llevan a cabo investigaciones científicas para corporaciones y agencias gubernamentales, así como para el bien público.

## La maestría en Artes en Asuntos Globales
La Maestría en Artes en Asuntos Globales se ofrece exclusivamente para el personal consular y diplomático y sus dependientes. Entre sus exalumnos se cuentan diplomáticos de carrera de todo el mundo.

## Deportes
Cada campus de Fairleigh Dickinson compite en una división diferente de la NCAA.

### Knights
Los estudiantes del campus metropolitano (Metropolitan Campus) compiten como Knights en la División I y forman parte de la Northeast Conference.

### Devils
Los estudiantes del campus de Florham (Florham Campus) compiten como Devils en la División III y forman parte de la Freedom Conference (una de las conferencias de las Middle Atlantic Conferences).